# Jégcsokoládé
A jégcsokoládé ( németül: Eiskonfekt) Németországból származó édesség. Rendszerint csak csokoládéból és kókuszolajból készítik. 2/3 rész csokoládé és 1/3 rész kókuszolaj az általános arány.

## A név eredete
A jégcsokoládé arról kapta a nevét, hogy nagyon könnyen olvad a szájban és érezhetően hűt. Ennek oka, hogy a kókuszolaj 20 és 23 Celsius-fok között olvad, 10 fokkal alacsonyabban mint a csokoládé. Néhány recept mentolt is javasol hozzátenni a jobb hűtőhatás érdekében.
Németországban népszerű karácsonyi édesség.